# Кућа
Кућа је у најширем смислу, грађевина изграђена за боравак људи, затворена зидовима и кровом. Свака епоха је имала своје услове за живот и оне су се огледале у изградњи кућа. Од колибе до виле из доба ренесансе и до савремених облакодера, стан је прошао кроз многе фазе и еволуције. Данас кућа није више тврђава против непријатеља и разбојника или „духова“, као нпр. у првим епохама средњег века, већ слободан и пријатан оквир живота тесно везан са околином.
Куће могу да се крећу од једноставних места становања као што су рудиментарне колибе номадских племена и импровизоване бараке у дивљим насељима до комплексних, фиксираних структура од дрвета, цигле, бетона или других материјала које садрже водоинсталације, вентилацију и електричне системе. Куће користе низ различитих кровних система ради спречавања падавина попут кише да продиру у простор за становање. Куће могу да имају врата и браве ради обезбеђења простора за становање и заштите становника и садржаја од провалника или других треспасера. Већина конвенционалних модерних кућа у западним културама садрже једну или више спаваћих соба и купатила, кухиња или простора за кување, и дневну собу. Кућа може да има засебну трпезарију, или област за јело може да буде интегрисана у другу просторију. Неке велике куће у Северној Америци имају рекреационе просторије. У традиционалним пољопривредно-оријентисаним друштвима, домаће животиње као што су кокошке или већа стока (попут крава) могу да деле део куће са људима. Друштвена јединица која живи у кући позната је као домаћинство.
Најчешће, домаћинство је породична јединица неке врсте, мада домаћинства исто тако могу да буду друге друштвене групе, као што су цимери или, или у пансионима, невезане индивидуе. Неке куће имају само простор за становање једне породице или групе сличне величине; веће куће зване градске куће или куће у низу могу садржати бројне породичне куће у истој згради. Кућа може бити праћена надградњом, као што је а гаража за возила или шупа за баштенску опрему или оруђе. Кућа може имати дворишта иза или испред зграде, која служе као додатна подручја где се станари могу опустити или јести.
У домену симбола, кућа је средиште света, центар универзума и честа је књижевна тема.

## Значење
У ширем, архитектонском, смислу, под кућом се може сматрати свака грађевина у којој се може боравити, без обзира на намену (нпр. када архитекта каже „добра кућа“ може мислити и на облакодер и на сојеницу). У ужем смислу, под кућом се увек сматра зграда која служи за становање једне до три породице, или више нараштаја исте породице.
Код наших старих, под појмом „кућа“ се увек подразумевала главна зграда у дворишту, у којој се чланови породице окупљају и обедују. Мање зграде у дворишту у којима су, у оквиру породичне задруге, становале одвојене породице, називале су се вајатима, док су се под појмом „зграде“ подразумевале грађевине за домаћинство (качаре, магазе, мишане итд).
Кућа обезбеђује склониште од временских услова, ветра, врућина, хладноће... Становници могу бити ван куће већи део дана ради задовољавања друштвених потреба, посла, рекреације, и осталог, али обично у кући проводе макар време у ком спавају. Кућа обично има најмање један улаз, и већи број прозора.

## Типови кућа
Типови кућа могу бити према : материјалу од кога су изграђене, према намени, према, спратности и друго.

### Типови кућа према врсти материјала
- Брвнара
- Дашчара
- Сламњача
- Куће од прућа
- Кућа од трске
- Куће од блата
- Куће од непечене цигле
- Куће од печене цигле
- Куће од камена
- Куће од бетонских блокова

### Типови кућа према намени
- Кућа за становање
- Кућа са локалом (пословно стамбени објекат)
- Вила (раскошна велика кућа)
- Викендица
- Летњиковац
- Шумска кућица
- Колиба
- Пастирска кућица
- Ловачки дом
- Планинарски дом

### Типови кућа према спратности
- Приземна кућа
- Кућа са подрумом
- Кућа са поткровљем
- Једноспратница
- Двоспратница
- Вишеспратница

### Типови кућа према регионима у Србији
- Градска кућа (архитектура)- је вишеделна кућа са собом у сваком углу у које се стиже из великог унакрсно положеног предсобља са ајатом. У собама су плафони од дрвета са розетама, пећи на лончиће а покривена је четвороводним кровом са ћерамидом.
- Војвођанска кућа-је вишеделна зграда од набоја и има предњу собу и задњу собу између се налази кујна а уздуж трем. У собама се земљане пећи а зграда је покривена трском са двоводним кровом.
- Кућа у Поморављу- је дводелна зграда а ако је вишеделна има и трем. Дрвене је конструкције и покривена је четвороводним кровом од шиндре.
- Шумадијска кућа- је слична кући у Поморављу, дводелна је али има два улаза за случај да газда упадне у неприлике и да му се омогући бег из објекта.
- Кућа у Санџаку- користи нагнутост терена и у приземљу има стају. Покривена је сламом а дим из огњишта излази преко поткровља.
- Кућа у Косову и Метохији- је утврђени објекат од камена са спратом. На спрату се налазе собе за жене. Ту је и тераса-трем од дрвета са луковима. Приближно квадратну основу покрива четвороводни кров са ћерамидом. Кућа је опасана зидом.

## Унутрашњост куће
У унутрашњости куће налазе се разне просторије опремљене намештајем. У савременој организацији кућног простора, готово да се подразумева да у свакој кући постоје: 
- ветробран (улаз), - када се уђе у стан обично се улази у један мали простор у коме се налази чивилук на коме се оставља капут, шешир, кишобран итд. Мали или велики станови имају сличне такве улазе.
- предсобље (ходник), - је простор око ког се групишу друге просторије. Оно је неопходно у односу удобности становања. У распоредима породичних станова ходници и предсобља су споредне просторије.
- дневна соба, - је главна просторија па и најмањег стана. Она може имати разне функције и прима све функције дневног боравка.
- спаваће собе, - је простор који је одређен за спавање као један од основних видова становања и треба да омогући хигијену и удобност преко ноћи.
- кухиња,- је главни простор целе група просторија за домаћинство. Ову групу просторија чине разне радне просторије и оставе које служе за припремање хране, одржавање рубља, и грејање. Кухињи се даје значај с обзиром да домаћица проводи велики део свог времена у њој. Она је радни простор стана. Може бити радна кухиња и стамбена кухиња.
- трпезарија,- некада је скоро сваки распоред у стану подразумевао посебан простор за трпезарију и обично је тај простор бивао највећи у стану. Често се човек задовољава са нишама у дневној соби који служе за обедовање.
- купатило- познато још из најстаријих цивилизација и јавља се и код Римљана. Након римске цивилизације се купатило губи из живота човека да би се повремено опет скромно појавило али не достиже тај значај као тада. Од 19. века запажа се поново значај купатила.

Уз њих, у кући се могу наћи и радне собе, 
- оставе (шпајзи), - спадају у помоћне просторије и смештају се тако да оставе могућности осветљавања за главне просторије у стану.
- гараже,- су такође помоћно простори и користе се за смештање возила у стану.
- котларнице, - У великим стамбеним објектима где се предвиђа централно грејање се пројектује котларница и просторије за ложење и спремање горива. То су споредне просторије у кући и стамбеним зградама као и вешернице.
- вешернице - је потребна у свакој стамбеној згради и ако би се прало рубље у кухињи тада би дошло до влажења и пропадања простора. За већи број станова се прави заједничка перионица.
- и друге помоћне просторије- у ове просторије могу да спадају и сметишта како се смеће мора свакодневно износити из стана. Најједноставније изношење и депоновање ових отпадака је изношење и смештање у дворишту.

## Елементи

### Распоред
Идеално, архитекти кућа дизајнирају собе с циљем задовољавања потреба људи који ће живети у кући. Фенг шуи, оригинални кинески метод померања кућа у складу са факторима као што су киша и микроклима, је недавно био проширен тако да обухвата дизајн ентеријера, у циљу промовисања хармонизованих утицаја на људе који живе унутар куће.
Број квадратних стопа куће у Сједињеним Државама изражава количину доступног „животног простора”, не рачунајући гаражу и друге помоћне просторе. Величина стамбеног простора се изражава у квадратним метрима у Европи, и њом се обухвата површине прикључене гараже и нестамбених просторија. Број спратова или нивоа који су садржани у кући, утиче на квадратуру куће.

### Историја ентеријера
Мало се зна о најранијем пореклу куће и њеној унутрашњости, међутим постојање кућа се може пратити од времена најједноставнији облика склоништа. Теорије римског архитекте Витрувија наводе да су прве форме архитектуре биле израђене од оквира од дрвене грађе обложених блатом, што је познато као примитивна колиба. Филип Табор касније наводи доприносе холандских кућа из 17. века као основе данашњих кућа.
„Што се тиче идеје о дому, дом куће је Холандија. Кристализација ове идеје може бити датирана у прве три четвртине 17. века, када је у Холандији дошло до нагомилавања огромне и до тог времена невиђене акумулације капитала, и када је становништво испразнило своје новчанике на кућни простор.”

#### Заједничке просторије
У средњем веку, племићке куће су кориштене за различите активности и догађаје. Штавише, у кућама је био смештен знатан број људи, укључујући породицу, рођаке, запослене, слуге и њихове госте. Њихови животни стилови су углавном били комунални, пошто су простори као што је велика дворана утицали на обичаје вечеравања и састајања, а соларници су служили као заједничке просторије за спавање.

#### Повезујуће просторије
Током 15. и 16. века, италијанске ренесансне палате су се састојале у виду бројних, међусобно повезаних соба. За разлику од својстава и намена манорских кућа, већина соба палата није имала никакву сврху, мада су имале по неколико врата. Тим вратима су придруживане собе у оно што Робин Еванс описује као „матрицу дискретних мада темељно међусобно повезаних комора.” Овим распоредом је омогућено станарима да слободно иду из једне собе у другу, и тиме прекидају границе приватности.
„Када се уђе у кућу, потребно да се иде из једне собе у другу, а затим до следеће да би се прошло кроз зграду. Тамо где су кориштени пролази и степеништа, како су то неизбежно, они скоро увек повезују само један простор са другом и никада не служе као генерални дистрибутери кретања. Дакле, упркос прецизног архитектонског затварања које се нуди додавањем собе за собом, вила је била, у погледу становања, отвореног плана, релативно доступна бројним члановима домаћинства.”
Веома јаван, отворен план поспешивао је социјалност и повезаност свих становника.

#### Ходник
Један рани пример сегрегације соба и консеквентног повећања приватности може се наћи у објекту Бофорове куће уграђене у Челсију 1597. године. Њен дизајнер је био енглески архитекта Џон Торп који је написао на својим плановима, „Дуги улаз кроз све”. Одвајањем пролаза од собе развила се функција ходника. Овој нови продужетак је било револуционаран у то време, омогућавајући интеграцију приступа са једним вратима по соби, у коме су све универзално повезане са истим ходником. Енглески архитекта Сер Роџер Прат наводи „заједнички пролаз кроз средину целом дужином куће, [избегава] потребу да становници узнемиравају једни друге сталним пролазима кроз просторије”. Друштвене хијерархије су током 17. века биле веома цењене, те је архитектура почела да поприма решења која су могла да епитомизирају поделу на слуге и вишу класу. Више приватности је понуђено станарима како Прат даље наводи, „обичне слуге никада не могу слободно бити у пролазу у и из просторија ради потреба њихових послова.” Ова друштвена подела на богате и сиромашне је погодовала физичкој интеграцији ходника у кућама до 19. века.
Социолог Витолд Рибчински је написао, „потподела куће на дневне и ноћне употребе, и у формалне и неформалне области, је започела”. Собе су биле измењене из јавних у приватне, јер је постојање само једног улаза форсирало преставу уласка у просторију са одређеном наменом.

### Радна локација, технологија и доктори
У америчком контексту, неке професије, као што је докторска, у 19. и раном 20. веку типично су обављане у предњим собама или салонима, или су постојале ординације са пар соба у власништву доктора, које су биле одвојене од куће. До средине 20. века уз увећање доступности високо техничке опреме дошло је до померања на тржишту, тако да савремени доктори обично раде у пословним комплексима или болницама.

#### Технологија и приватност
Увођење технологије и електронских система унутар куће је почело да доводи у питање утиске приватности као и сепарације пословног простора и дома. Технолошки напреци у погледу надзора и комуникација омогућавају увид у личне навике и приватни живот. Као резултат тога, „приватни живот постаје све јавнији, [и] повећава се жеља за заштитом кућног живота, подстакнута самим медијима који га подривају” пише Хил. Рад је исто тако био измењен услед развоја комуникационих система. „Информациона поплава”, је омогућила делокализацију рада у многим пољима, погодно стичући приступ унутрашњости домова. Иако је путовање до радног места и назад смањено, „жеља за раздвајањем рада и живота остаје очигледна”. У Хиловој књизи Незрела архитектура, је идентификова ова нова инвазија на приватност као Електромагнетно време. Природно или вештачко време остаје истодобно унутар или изван куће, док електромагнетно време може да буде генерисано на обе позиције. С друге стране, неки архитекти су дизајнирали куће које су једнако функционалне за оброке, рад и живот.

### Енергетска ефикасност
У развијеном свету, конзервација енергије задобија све већу важности у дизајну кућа. Стамбени простор производи велики део угљеничних емисија (студије су показале да је удео око 30% укупне емисије у Уједињеном Краљевству).

### Заштита од земљотреса
Један аспект земљотресног инжењерства је базна изолација која се у све већој мери користи за заштиту од земљотреса. Базна изолација је колекција структурних елемената зграде који могу у знатној мери да је раздвоје од потресене земље, те се тако штити интегритет објекта и побољшава се његова сеизмичка перформанса. Ова технологија, која је вид сеизмичке вибрационе контроле, може да буде примењена на ново-изграђене објекте и на сеизмички надограђене постојеће објекте.

## Галерија
- Сеоска кућа у Бутану
- Кмерска кућа у Камбоџи
- Традиционална кућа у Колумбији
- Традиционалне куће у Фази, Кенија
- Традиционална сеоска кућа у Банау, Филипини
- Кућа у Бргулама, Србија
- Традиционална камена кућа у Србији
- Енергетски ефикасне куће у Амерсфорту, Холандија